# 천하영웅
천하영웅(趙氏孤兒, Sacrifice)은 중국에서 제작된 천카이거 감독의 2010년 드라마, 서사 영화이다. 갈우 등이 주연으로 출연하였고 진홍 등이 제작에 참여하였다. 알려진 다른 제목은 조씨고아이다.

## 출연

### 주연
- 갈우
- 왕학기

### 조연
- 황효명
- 판빙빙
- 하이칭
- 장풍의
- 조문탁
- 포국안
- 팽파
- 왕경송

## 제작진
- 출품인: 담굉
- 출품인: 진홍
- 음향: 왕단융
- 무술연출: 곡헌소
- 수입: (주)스크린조이